# Evald Stenhammar
Evald Henning Theodor Stenhammar, född den 18 mars 1836 i Häradshammars socken, död den 26 augusti 1910, var en svensk präst. Han var son till Christian Stenhammar och bror till Per Ulrik och Oscar Fredrik Stenhammar. 
Stenhammar blev student vid Uppsala universitet 1854, filosofie doktor där 1866 och var läroverksadjunkt i Linköping 1865–1869. Sedan han 1874 avlagt "gamla" teologie kandidatexamen, blev han docent i dogmatik i Uppsala samma år, prästvigd 1875, extra ordinarie hovpredikant och domkyrkosyssloman i Linköping 1876 samt utnämndes samma år till kyrkoherde i Vreta kloster och Stjärnorp, vilket ämbete han tillträdde först 1878. Han var kontraktsprost i Gullbergs och Boberg 1888–1904, blev teologie doktor 1893 och var preses vid prästmötet i Linköping 1895. Vid prästmötena 1882 och 1888 hade han varit en uppmärksammad minnestalare. Från trycket utgav han bland annat Har Kant angifvit den rätta grunden för kunskapens allmängiltighet och nödvändighet? (gradualavhandling 1866), Rationalismen inom lutherska kyrkan, betraktad i dess hufvudformer med särskild hänsyn till dess religiösa betydelse och halt I (1875), Studie med afseende på den Ritschlska teologien (prästmötesavhandling 1895), och delar av sin fars korrespondens.